# Жундиаи (микрорегион)

Жундиаи на карте.

Жундиаи (порт. Microrregião de Jundiaí) — микрорегион в Бразилии, входит в штат Сан-Паулу. Составная часть мезорегиона Макрорегион агломерации Сан-Паулу. 
Население составляет 	633 273	 человека (на 2010 год). Площадь — 	801,679	 км². Плотность населения — 	789,93	 чел./км².

## Демография
Согласно сведениям, собранным в ходе переписи 2010 г. Национальным институтом географии и статистики (IBGE), население микрорегиона составляет:						
| Полное население                             | Полное население                             | Полное население                             | Полное население                             | 633 273 |
| -------------------------------------------- | -------------------------------------------- | -------------------------------------------- | -------------------------------------------- | ------- |
| в том числе:                                 | Городское население                          | 610 017                                      | Процент городского населения, %              | 96,33   |
|                                              | Сельское население                           | 23 256                                       | Процент сельского населения, %               | 3,67    |
|                                              | Мужское население                            | 311 450                                      | Процент мужского населения, %                | 49,18   |
|                                              | Женское население                            | 321 823                                      | Процент женского населения, %                | 50,82   |
| Плотность населения, чел/км²                 | Плотность населения, чел/км²                 | Плотность населения, чел/км²                 | Плотность населения, чел/км²                 | 789,93  |
| Население микрорегиона в % к населению штата | Население микрорегиона в % к населению штата | Население микрорегиона в % к населению штата | Население микрорегиона в % к населению штата | 1,53    |

## Статистика
- Валовой внутренний продукт на 2005 составляет 15 126 834 000,00 реалов (данные: Бразильский институт географии и статистики).
- Валовой внутренний продукт на душу населения на 2005 составляет 25 742,00 реалов (данные: Бразильский институт географии и статистики).
- Индекс развития человеческого потенциала на 2000 составляет 0,833 (данные: Программа развития ООН).

## Состав микрорегиона
В составе микрорегиона включены следующие муниципалитеты:
1. Кампу-Лимпу-Паулиста
2. Итупева
3. Жундиаи
4. Ловейра
5. Варзеа-Паулиста